# Heinrich Tønnies

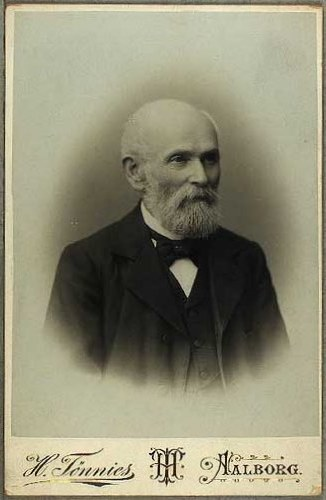
Heinrich Tønnies: autoportrét

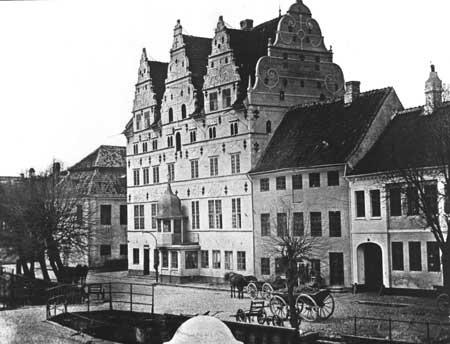
Heinrich Tønnies: Jens Bangs Stenhus, asi 1890

Johan Georg Heinrich Ludwig Tønnies (nebo Tönnies; 10. května 1825 Grünenplan, Německo – 11. prosince 1903, Aalborg) byl dánský průkopník fotografie. Měl své vlastní fotografické studio v Aalborgu, kde jako jeden z prvních fotografů vyráběl fotografické vizitky v Dánsku.

## Život a dílo
Narodil se 10. května 1825 v německém Grünenplanu, kde se vyučil jako malíř skla.
V 50. letech se přestěhoval do Dánska, kde se učil zhotovovat daguerrotypii. V červnu 1856 začal svou fotografickou kariéru jako učeň a partner berlínského fotografa daguerrotypisty C. Fritsche v Aalborgu a kodaňského fotografa Wilhelma Schrødera. V Aalborgu se začal brzy specializovat na techniku carte-de-visite, která usnadnila tisk fotografií. V prosinci téhož roku zakoupil partnerský podíl na podnikání a začal provozovat ateliér pod svým vlastním jménem. Většina jeho prací se zaměřila na portréty, ačkoli pořídil snímky mnoha krajin. Na jeho fotografií jsou často zobrazeni lidé ve svých pracovních oděvech, spíše než ve formálním oblečení určeném pro tuto příležitost.
Od roku 1861 jeho obchod kvetl, potřeboval větší studio a více asistentů, v roce 1870 se stal dánským občanem. Jeho rodinný podnik nakonec přežil po tři generace, celkem 75 let. Šíře jeho fotografických produktů zahrnovala: daguerrotypie, kalotypie, pannotypie, fotolitografie, stereoskopie, ambrotypie, fotografické vizitky a medailony. Předpokládá se, že je autorem minimálně 75 000 fotografických vizitek, mnoho jich vzniklo v důsledku velké vlny emigrace z Nordjyllandu do Severní Ameriky. Vzhledem k chudobě v Aalborgu v oblasti Vendsysselu místní poptávka po levných portrétech carte de visite pokračovala až do první světové války, což učinilo Tönniovo studio jedním z posledních vyrábějících tento typ portrétů v Dánsku.
Fotografoval také vojáky v uniformách. Zejména v době Dánsko-německé války v roce 1864. Podobně jako Georg Emil Hansen cestoval do oblasti a fotografoval dánské vojáky než odešli do boje.

## Galerie

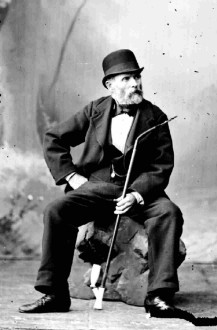
Autoportrét
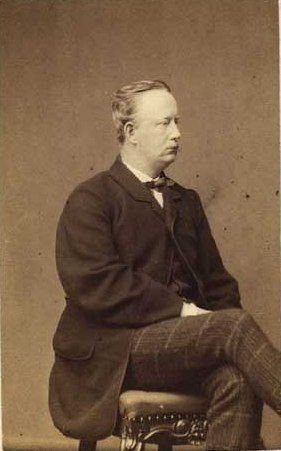
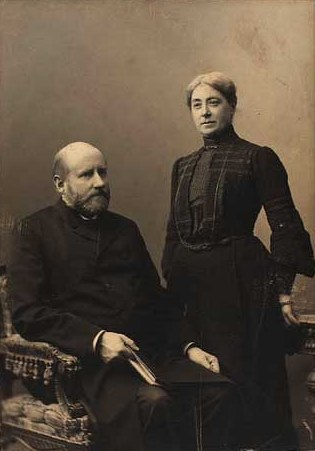
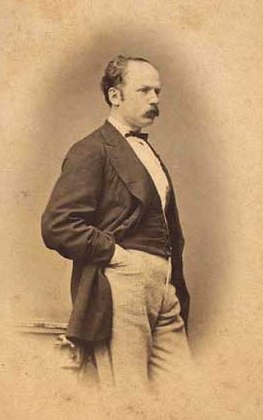
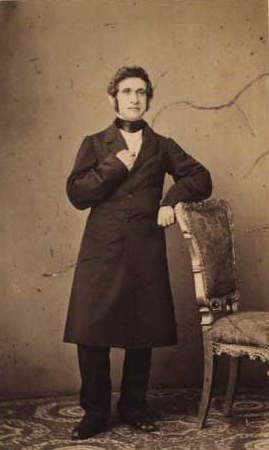
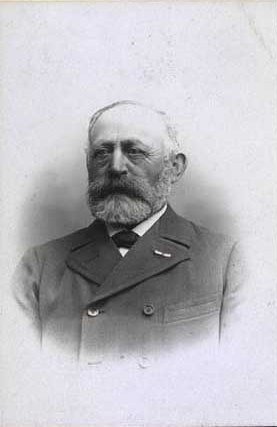